# 趙國良 (嘉靖進士)
趙國良（1493年—？），字邦遂，號南湖，陝西西安府同州人，軍籍，明朝政治人物。

## 生平
嘉靖四年（1525年）乙酉科陝西鄉試第十六名舉人。嘉靖八年（1529年）中式己丑科會試第二百六十二名，登第三甲第一百九十九名進士。九年七月选授工科给事中，以京察谪孝义县丞，量移宜兴知县，迁彰德府同知，歷官户部郎中。嘉靖二十年（1541年）陞山西太原府知府，二十二年升山西潞安兵备副使。

## 家族
曾祖趙玉；祖父趙琰，贈監察御史；父趙繼爵，曾任山東按察司副使。母劉氏（贈孺人）；繼母劉氏（封孺人）。慈侍下。兄國卿，南京鸿胪寺序班；國相，驿丞。弟國臣、國光、國獻、國明。